# Лесковачки пашалук
Лесковачки пашалук је био једна од војно-административних јединица у Османском царству и његово постојање се помиње од 18. века.

## Најстарији помен
Најстарији познати помен Лесковачког пашалука односи се на 1790. годину када је према мемоарима Јанићија Ђурића, Карађорђевог пријатеља и тајног секретара, Карађорђе на своју руку четовао на северној граници Лесковачког пашалука. Извесно је да је Лесковац био његов центар још 1787. године када га је у тајној мисији посетио Живко Милинковић као аустријски ухода.

## Географски положај
Обухватао је пространу територију од Параћина на северу и Косанице на западу до Власотинца на југоистоку и Грделичке клисуре на југу. Под влашћу лесковачког паше до 1833. године налазили су се Параћин, Крушевац, Ражањ, Алексинац, Прокупље, Лесковац, Власотинце и друге вароши. После припајања Параћина, Крушевца и Алексинца Кнежевини Србији (1833) територијални опсег Лесковачког пашалука је знатно промењен. У смањеном обиму Лесковачки пашалук је егзистирао још неколико година. После административне реформе из 1839. године Лесковачки пашалук је прикључен Нишком пашалуку (ејалету).

## Историјат
Први лесковачки паша о коме има података био је Шехсувар Абди-паша Шашит кога је 1790. године уходила аустријска обавештајна служба. Почетком 1806. године одреди Младена Миловановића и Станоја Главаша прешли су Западну Мораву и „на Богојављење“ 7. јануара победили су турску војску под вођством овог паше. До 12. јануара устаници су ослободили Крушевачку нахију чиме се устанак проширио на Лесковачки пашалук. Близина устаничке војске убрзала је миграције српског народа из Лесковачког пашалука. У првим данима 1806. године поред кнеза Момира Стојановића у слободну Србију избегли су бројни Срби из Лесковачке нахије. Избеглице из лесковачког краја нашле су мир и слободу на простору Крушевачке и Јагодинске нахије.. У избеглиштву лесковачка емиграција је организована тако да је цивилно вођство над Лесковчанима имао кнез Момир, док је војни вођа лесковачких бећара био Илија Стреља.
За време прве владавине кнеза Милоша Обреновића Шашит паша је поново био на челу Лесковачког пашалука. После угушења Добрњчеве буне 1821. године, један од њених главних вођа, Стеван Добрњац, нашао је уточиште управо код паше. Након смрти паше, Пашалук је преузео његов син Исмаил паша.